# Darcie Dolce

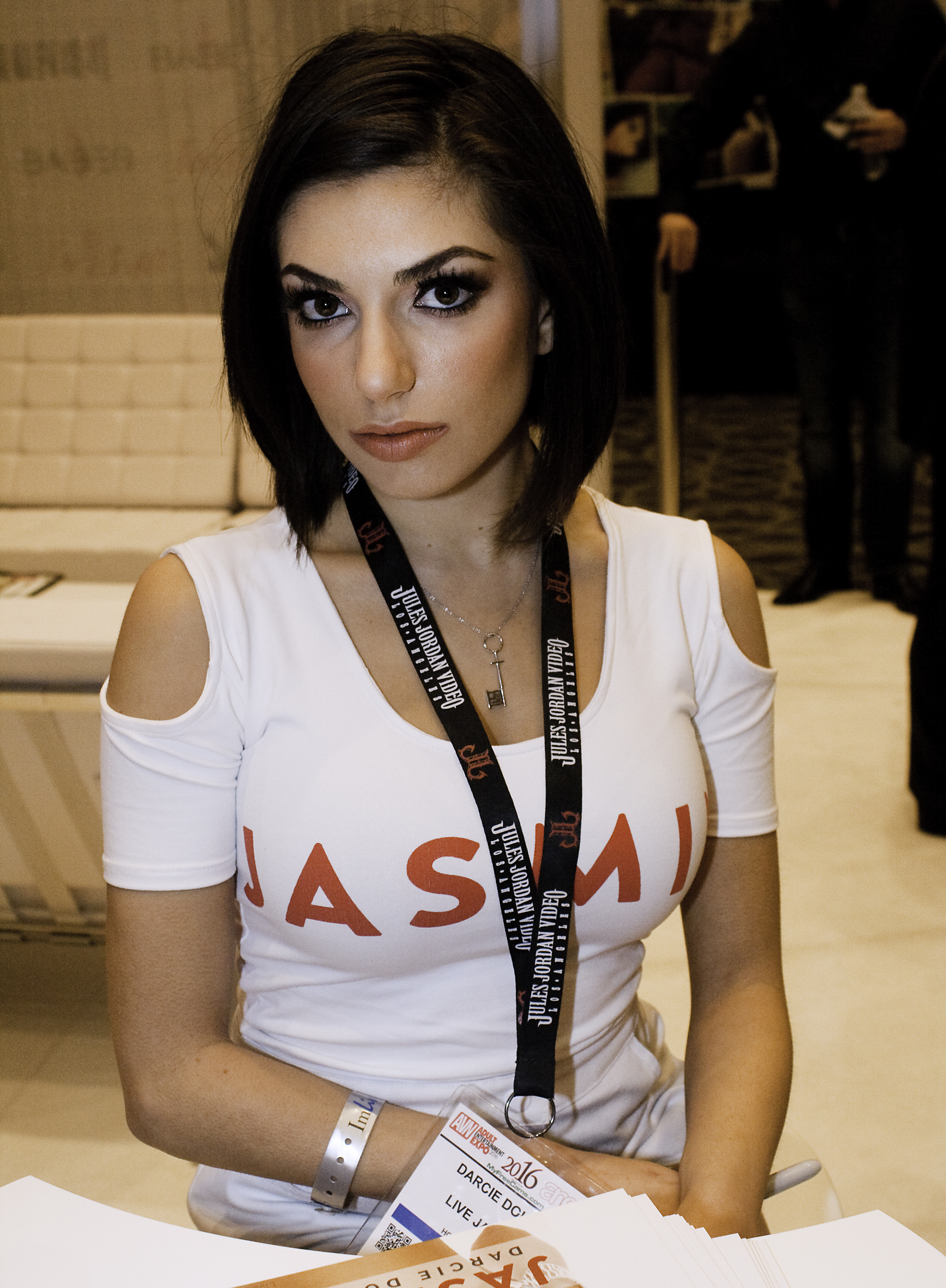
Darcie Dolce (2016)

Darcie Dolce (* 10. Dezember 1992 in Sacramento, Kalifornien, USA) ist ein US-amerikanisches Model, DJ und Pornodarstellerin.

## Leben
Dolce wurde im Dezember 1992 in der kalifornischen Hauptstadt in eine Familie italienischer, deutscher und armenischer Abstammung geboren und wuchs in Folsom in unmittelbarer Nähe ihres Geburtsortes auf. Dolce hat eine jüngere Schwester und ist mit dem Musikproduzenten Marc Mojo verheiratet.
2015 machte Dolce erste Fotos für den Playboy und träumte davon Unterwäschemodel für Victoria’s Secret zu werden, doch wegen ihrer Körpergröße von 1,57 m und der großen Brüste wurde nichts daraus. Später lernte sie die Produzentin und Fotografin Holly Randall kennen, die sie dazu bewegte, es in der Pornoindustrie zu versuchen. Seitdem arbeitete sie für Produktionsfirmen wie Mile High, Penthouse, Reality Kings, Pure Play Media Girlsway, Digital Playground, Mofos, Brazzers, Filly Films oder Elegant Angel. Sie spielt ausschließlich in den Genres „Lesben“ und „Masturbation“ mit.
2016 begann sie ihre Karriere hinter den Kulissen bei der Produktionsfirma Filly Films, für die sie die Filme Darcie Dolce: The Lesbian Landlord, Manipulative Massage und Milf Money als Regisseurin und Darstellerin inszenierte.
Die Internet Adult Film Database (IAFD) listet bis heute (Stand: Juni 2024) 406 Filme, in denen sie mitgespielt hat. In weiteren 5 Filmen war sie als Regisseurin tätig.
Ebenfalls 2016 wurde sie im Februar beim Penthouse-Magazin zum Pet of the Month gewählt.

## Karriere als DJ
Neben ihrer Rolle als Pornodarstellerin ist Darcie Dolce auch als DJ bekannt. Sie legte bereits in einigen der besten und größten Clubs der USA auf und spielte in Avalon und dem Supper Club in Los Angeles, im Globe Theatre in London, sowie im  Hard Rock Hotel, im Sapphire Gentlemen's Club und im Light im Mandalay Bay in Las Vegas. Dolce ist auf eine vielseitige Mischung aus House-Musik spezialisiert, wird jedoch häufig für Open-Format-Konzerte gebucht, bei denen sie eine Mischung aus den neuesten Pop-, Top-40-, Hip-Hop- und Elektro-Titeln kombiniert. Dolce konzentrierte sich 2017 mehr auf ihre Musikproduktion und veröffentlichte im September ihre Debütsingle Shoulda Neva.

## Auszeichnungen
- 2018: NightMoves Award – Best Girl/Girl Performer (Editor’s Choice)[6]
- 2018: XBIZ Award Winner: Girl/Girl Performer of the Year[7]
- 2019: Urban X Award Winner: Lesbian Performer of the Year[8]

## Filmografie (Auswahl)
- They Come In Peace
- Lesbian Massage 4
- Lesbian Performers Of The Year 2019
- Knee Socks
- Lipstick Lesbians
- Women Seeking Women 162, 143
- Lesbian Workout 3
- When Girls Play 4
- Spa Confessions
- The Ballet Dancer
- Darcie Dolce: The Lesbian Fortune Teller
- Good Girls Gone Bad 1, 3
- Mom Knows Best 6
- Confessions Of A Sinful Nun
- Darcie Dolce's Manipulative Massage
- Fetish Diaries
- Darcie Dolce: The Lesbian Landlord